# Dębogóra (powiat poznański)
Dębogóra – wieś w Polsce położona w województwie wielkopolskim, w powiecie poznańskim, w gminie Czerwonak.

## Historia
Wieś duchowna, własność Klasztoru Cysterek w Owińskach pod koniec XVI wieku leżała w powiecie poznańskim województwa poznańskiego. W latach 1975–1998 miejscowość należała administracyjnie do województwa poznańskiego. Położona w malowniczym miejscu na skraju Puszczy Zielonki.
W miejscowości tej w 1914 przyszedł na świat Jan Mikołajewski, oficer Wojska Polskiego, więzień obozu w Starobielsku,  zamordowany przez NKWD w 1940 w Charkowie. Urodził się tu Stanisław Woźniak – oficer AK, komendant placówki ZWZ-AK „Smoła” w Kórniku, gazomistrz.

## Nazwa
Nazwa ma charakter topograficzny, pochodzi od góry porośniętej lasem dębowym. Pierwsza wzmianka pochodzi z 1335 roku w formie Dambagora, w 1479 Dąmbno Góra, w 1501 Dambagora. Od XVI wieku  utrwaliła się już nazwa w dzisiejszej formie Dębogóra.